# Comitato di Liberazione Nazionale
Der Comitato di Liberazione Nazionale (CLN, „Komitee der nationalen Befreiung“) wurde in Rom am 9. September 1943 – einen Tag nach dem Waffenstillstand Italiens mit den (West-)Alliierten – gegründet.

Flagge des CLN

Es war ein politisches Gremium der Widerstandsbewegung in Süd- und Mittelitalien gegen den italienischen Faschismus. Im Norden schlossen sich die Partisanengruppen zum CLNAI (CLN Oberitaliens) zusammen, das zunächst unabhängig vom CLN agierte.
Im CLN fanden sich PCI, PSI, Pd’A, DC, PDL und PLI zusammen. Die Partisanenformationen unter der Kontrolle des CLN waren hauptsächlich in drei Gruppen unterteilt: die kommunistischen Garibaldi-Brigaden, die Bewegung Gerechtigkeit und Freiheit der Aktionspartei und die sozialistischen Brigaden, die nach Matteotti benannt waren.
Der Zusammenschluss verstand sich als provisorische Regierung, die bis zur Befreiung ganz Italiens bestehen sollte. In den Augen der sechs Parteien hatten sich die Regierung Badoglio und das Königshaus durch ihre Flucht delegitimiert.
Nach der „Wende von Salerno“ trat der CLN allerdings in das Kabinett Badoglio ein. Hieran hatte insbesondere der PCI unter Palmiro Togliatti großen Anteil. Eine der Bedingungen war der sofortige Abtritt des Königs Viktor Emanuel III. gewesen, der anfangs auch das Ende der Monarchie bedeuten sollte. Um den Royalisten entgegenzukommen, wurde sein weniger „belasteter“ Sohn Umberto II. zu seinem Nachfolger gemacht und eine Volksabstimmung über die neue Staatsform „Nachkriegsitaliens“ vereinbart. In dieser Volksabstimmung erhielt die parlamentarische Republik den Vorzug gegenüber der konstitutionellen Monarchie.